# Frontiera între Polonia și România
Frontiera între Polonia și România a fost o frontieră internațională, lungă de 349 kilometri, care a delimitat teritoriile Poloniei și României. Ea a fost stabilită în august 1919 ca fiind granița antebelică dintre Galiția și Bucovina și a existat până în septembrie 1939, când Polonia a fost ocupată de Germania Nazistă și de URSS, iar linia de frontieră a început să separe România de URSS. 
În anul 1939, ea avea o lungime de 349 km. 

## Formarea frontierei[2]
La sfârșitul lunii mai a anului 1919, Armata Română a ocupat fostul teritoriu habsburgic Bucovina și partea de sud-est a Galiției, delimitate la nord de o linie care unea râurile Nistru și Tisa. În Bucovina locuiau români și ruteni, în timp ce în Galiția sud-estică populația era majoritar ruteană, cu excepția orașelor care aveau populație poloneză. Armata poloneză a ocupat teritoriul rămas din Galiția, inclusiv orașul Stanislavov (Stanisławów), la mijlocul lunii iulie. În urma reglementării frontierei din august 1919 România a predat Poloniei teritoriile ocupate de ea în Galiția. Granița dintre cele două țări a fost stabilită ca fiind granița bucovineano-galițiană din Austria antebelică. 

## Traseul graniței

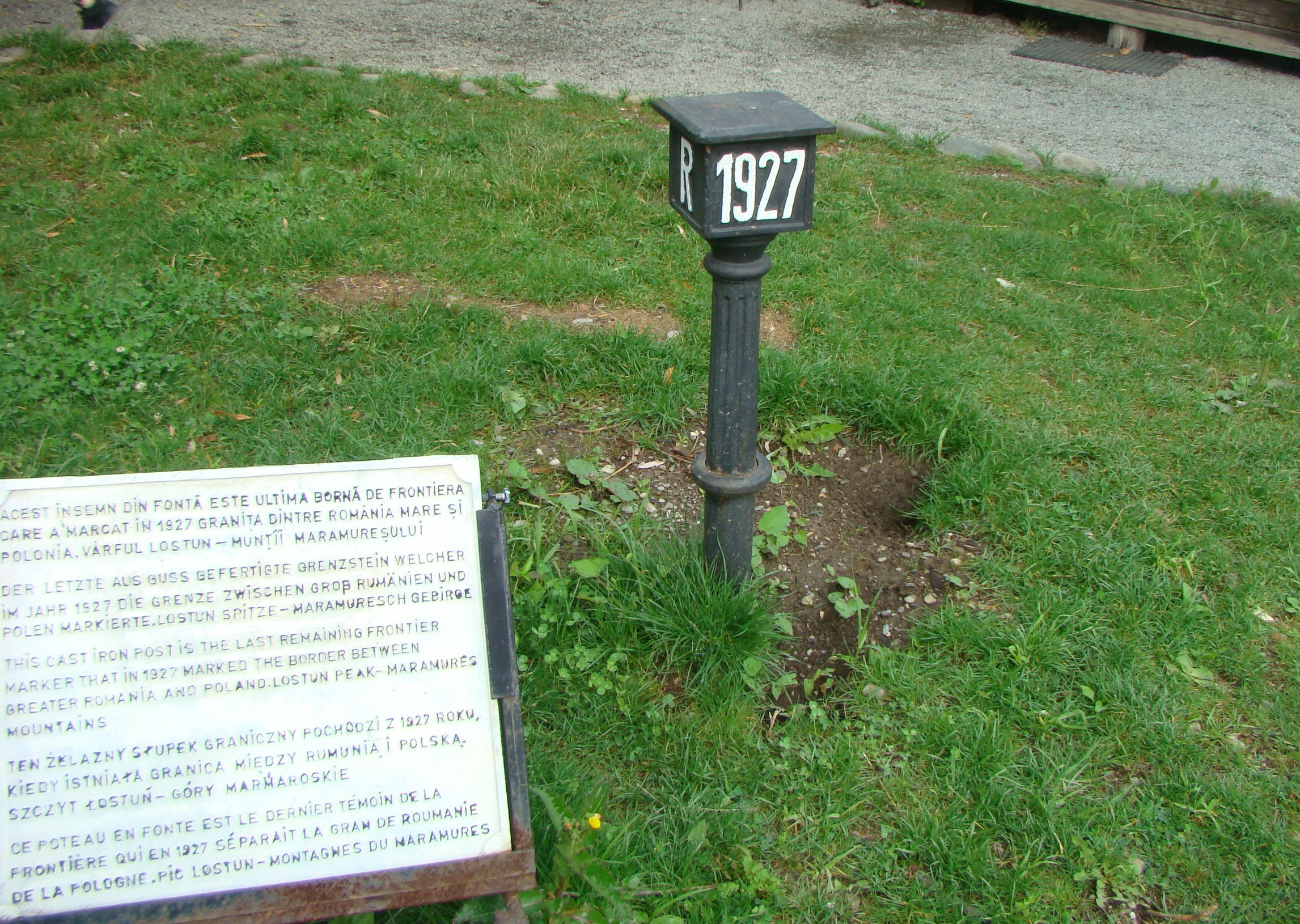

Granița polono-română începe din colțul format de intersectarea granițelor Poloniei, Cehoslovaciei și României, situat în vârful Stogu al Munților Maramureșului. Mai departe, urmează creasta de est a munților până la izvoarele Ceremușului Alb. Din acest punct, granița urmează un traseu spre nord pe valea Ceremușului până la vărsarea acestuia în râul Prut. După ce parcurge un traseu scurt de-a lungul Prutului, granița se îndreaptă spre nord până când se intersectează cu fluviul Nistru. Granița se termină într-un alt colț unde se intersectează frontierele Poloniei, României și URSS, ultimul punct de frontieră polono-român fiind la vărsarea râului Zbruci în Nistru.

## Trecerea frontierei
În perioada interbelică, au funcționat mai multe puncte de trecere a frontierei între Polonia și România, cele mai importante fiind Zalescic (azi orașul Zalișcikî din Ucraina) - punct rutier și feroviar de pe malul Nistrului și care ducea la Cozmeni și Cernăuți, prin stațiile Schit și Prelipcea - și Sniatin (azi în Ucraina) - punct rutier și feroviar de pe malul Prutului și care ducea la Nepolocăuți (pe atunci Grigore Ghica Vodă). 
Primul a avut un rol foarte important în anul 1939, pe podul de la Zalescic retrăgându-se armatele poloneze, în speranța că vor continua lupta împotriva germanilor și sovieticilor cu sprijinul aliaților occidentali - Franța și Anglia. Aceste speranțe s-au dovedit iluzorii, Polonia fiind ocupată în întregime de Germania Nazistă și URSS, iar soldații polonezi refugiați în România internați într-un lagăr de refugiați din Dobrogea.
Prin punctul de frontieră de la Sniatin a fost transportat în 1939 tezaurul Poloniei, pentru a nu cădea în mâinile nemților.

## Puncte de trecere
Prin "Convenția din 7 Decemvrie 1929 între Regatul României și Republica Poloniei privitoare la înlesnirea traficului de frontieră local româno-polon", s-au stabilit următoarele puncte de trecere a frontierei: 

### Puncte de trecere unde se afla oficiul vamal de frontieră
- Prigorodoc - Kozaczówka
- Crișciatec - Zaleszczyki
- Babin - Jasienów Polny (înființare proiectată)
- Grigore-Ghica-Vodă - Śniatyn-Załucze (cale ferată)
- Orășeni - Kułaczyn (înființare proiectată)
- Vășcăuți - Załucze (dependință a birourilor vamale din Sniatyn-Zalucze)
- Vijnița - Kuty

### Puncte de trecere în afară de oficiile vamale
- Sămușeni - Ujscie Biskupie
- Vasilău și Culeuți - Grodek
- Iablonița - Jablonica